# Bob Kick, l'enfant terrible
Bob Kick, l'enfant terrible er en fransk stumfilm fra 1903 af Georges Méliès.